# Hem (Nord)
Pour les articles homonymes, voir Hem.
Hem [ɛm] est une commune française, située dans le département du Nord, en région Hauts-de-France. Elle fait partie de la Métropole européenne de Lille.

## Géographie

### Situation
Hem est une ville du Nord, située dans la vallée de la Marque entre Roubaix et Villeneuve-d'Ascq.
Hem est située à la lisière entre les zones très densément urbanisées de Roubaix et les zones plus rurales de Forest-sur-Marque ou Cysoing.

### Communes limitrophes
| Croix             | Roubaix           | Lannoy Lys-lez-Lannoy |
| Villeneuve-d'Ascq | Hem               | Toufflers             |
|                   | Forest-sur-Marque | Sailly-lez-Lannoy     |

### Relief et géologie
Situé dans le sud du Ferrain, dit Ferrain des plaines, le sous-sol de Hem est formé d'argile de l'Yprésien recouvert de limons argilo-sableux.
L'altitude minimale est de 20 m, autour de la marque. La maximale est de 52 m, sur un axe qui part de la zone d'activité des Quatre-Vents et suit les rues de la Vallée et des Trois-Baudets,.

### Hydrographie

#### Réseau hydrographique
La commune est située dans le bassin Artois-Picardie. Elle est drainée par la Marque, la Petite Marque, le Château d'Hem et divers autres petits cours d'eau,.
La Marque délimite le sud de la commune, la frontière avec Villeneuve-d'Ascq. D'une longueur de 32 km, elle prend sa source dans la commune de Thumeries et se jette  dans le canal de Roubaix à Wasquehal, après avoir traversé 25 communes. Les crues centennales de la Marque peuvent inonder les quartiers du Château-d'Hem et d'Hempempont, comme en janvier 2003, et la commune fait donc l'objet d'un plan de prévention du risque inondation.

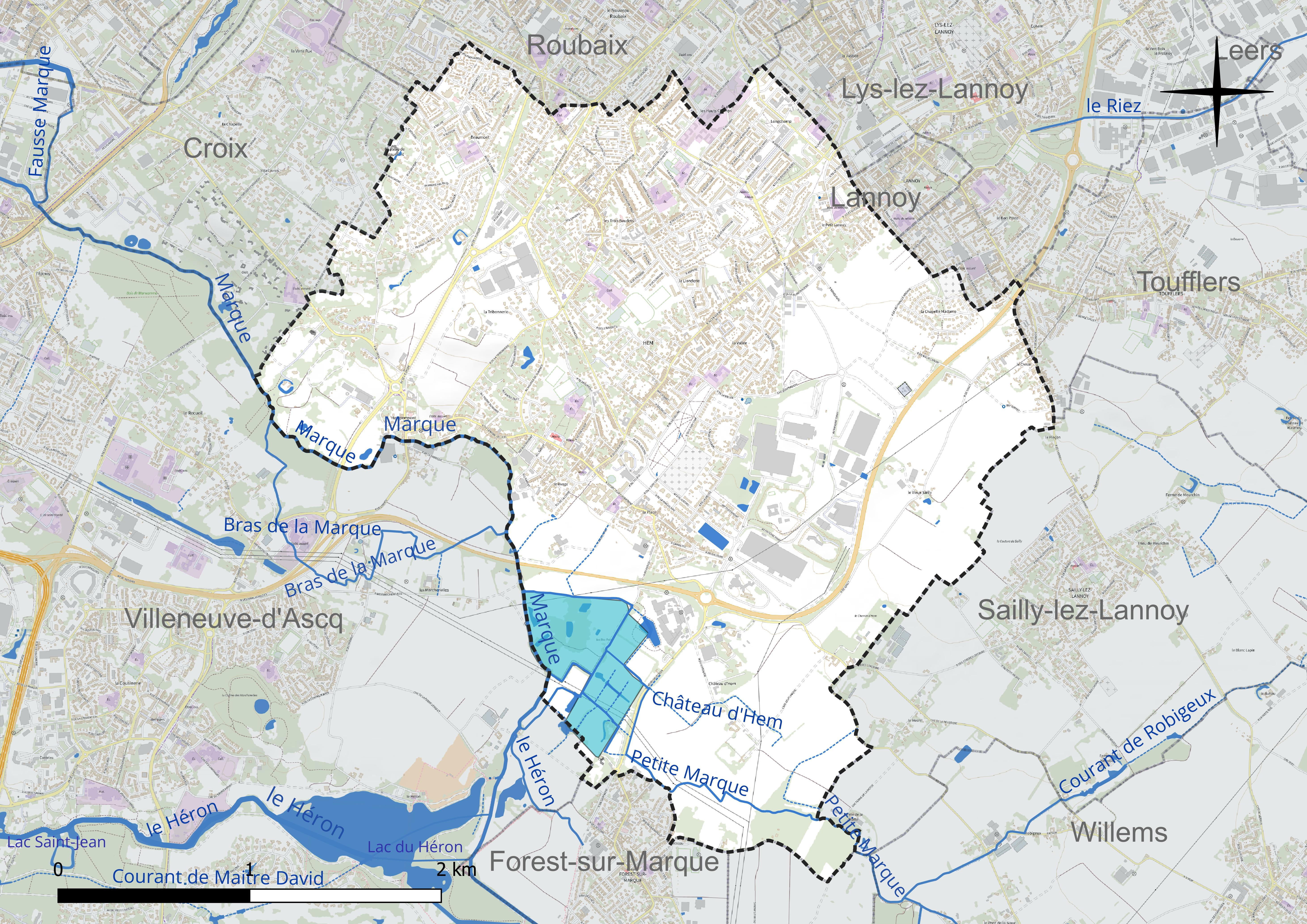
Réseau hydrographique de Hem.

#### Gestion et qualité des eaux
Le territoire communal est couvert par le schéma d'aménagement et de gestion des eaux (SAGE) « Marque Deûle ». Ce document de planification concerne un territoire de 1 120 km2 de superficie, délimité par les bassins versants de la Marque et de la Deûle, formant une vaste cuvette sédimentaire de 40 km de long et de 25 km de large, où la pente est très faible. Le périmètre a été arrêté le 2 décembre 2005 et le SAGE proprement dit a été approuvé le 9 mars 2020. La structure porteuse de l'élaboration et de la mise en œuvre est la Métropole européenne de Lille. 
La qualité des cours d'eau peut être consultée sur un site dédié géré par les agences de l'eau et l'Agence française pour la biodiversité. 

### Climat
Pour des articles plus généraux, voir Climat des Hauts-de-France et Climat du Nord.
En 2010, le climat de la commune est de type climat océanique dégradé des plaines du Centre et du Nord, selon une étude du CNRS s'appuyant sur une série de données couvrant la période 1971-2000. En 2020, Météo-France publie une typologie des climats de la France métropolitaine dans laquelle la commune est exposée à un climat océanique et est dans la région climatique  Nord-est du bassin Parisien, caractérisée par un ensoleillement médiocre, une pluviométrie moyenne régulièrement répartie au cours de l'année et un hiver froid (3 °C). 
Pour la période 1971-2000, la température annuelle moyenne est de 10,6 °C, avec une amplitude thermique annuelle de 14,4 °C. Le cumul annuel moyen de précipitations est de 693 mm, avec 11,6 jours de précipitations en janvier et 9,5 jours en juillet. Pour la période 1991-2020, la température moyenne annuelle observée sur la station météorologique la plus proche, située sur la commune de Lesquin à 9 km à vol d'oiseau, est de 11,3 °C et le cumul annuel moyen de précipitations est de 740,0 mm,. Pour l'avenir, les paramètres climatiques de la commune estimés pour 2050 selon différents scénarios d'émission de gaz à effet de serre sont consultables sur un site dédié publié par Météo-France en novembre 2022.

### Faune et flore
Hem se situe au confluent de trois ZNIEFF dont le principal est celui de la Vallée de la Marque entre Ennevelin et Hem.
Espèces recensées
L'Inventaire national du patrimoine naturel recense 374 taxons finaux sur la commune dont :
- 82 du règne animalia (animaux)
  - 5 amphibia (amphibiens, batraciens)
  - 50 aves (oiseaux)
  - 14 hexapoda (insectes s.l.)
  - 12 mammalia (mammifères)
- 287 du règne plantae (plantes)
  - 287 equiseptosida
- 5 du règne funghi (champignons)
  - 5 lecanomorycetes

Parmi ces espèces, 336 sont indigènes, 39 sont envahissantes, 1 est cryptogénique, 2 sont domestiques et 1 douteuse.
Espèces menacées
Aucune espèce de Hem ne figure sur la liste rouge de l'UICN au niveau mondial.
En revanche l'INPN dénombre quatre espèces menacées sur la liste rouge française en catégorie vulnérable (VU) à Hem, dont une (le martin-pêcheur d'Europe) est aussi sur la liste rouge européenne, toujours en catégorie vulnérable.

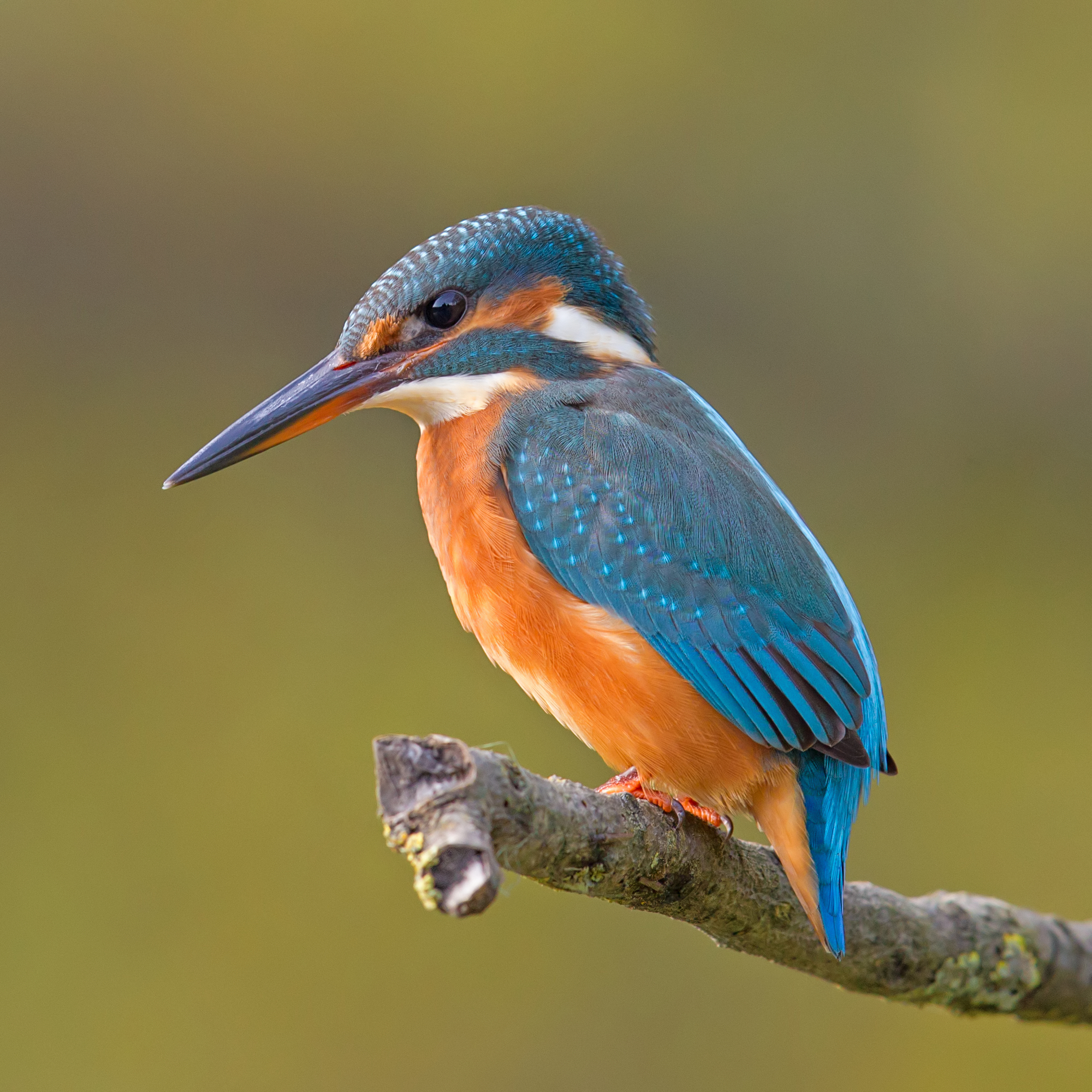
Alcedo atthis Martin-pêcheur d'Europe
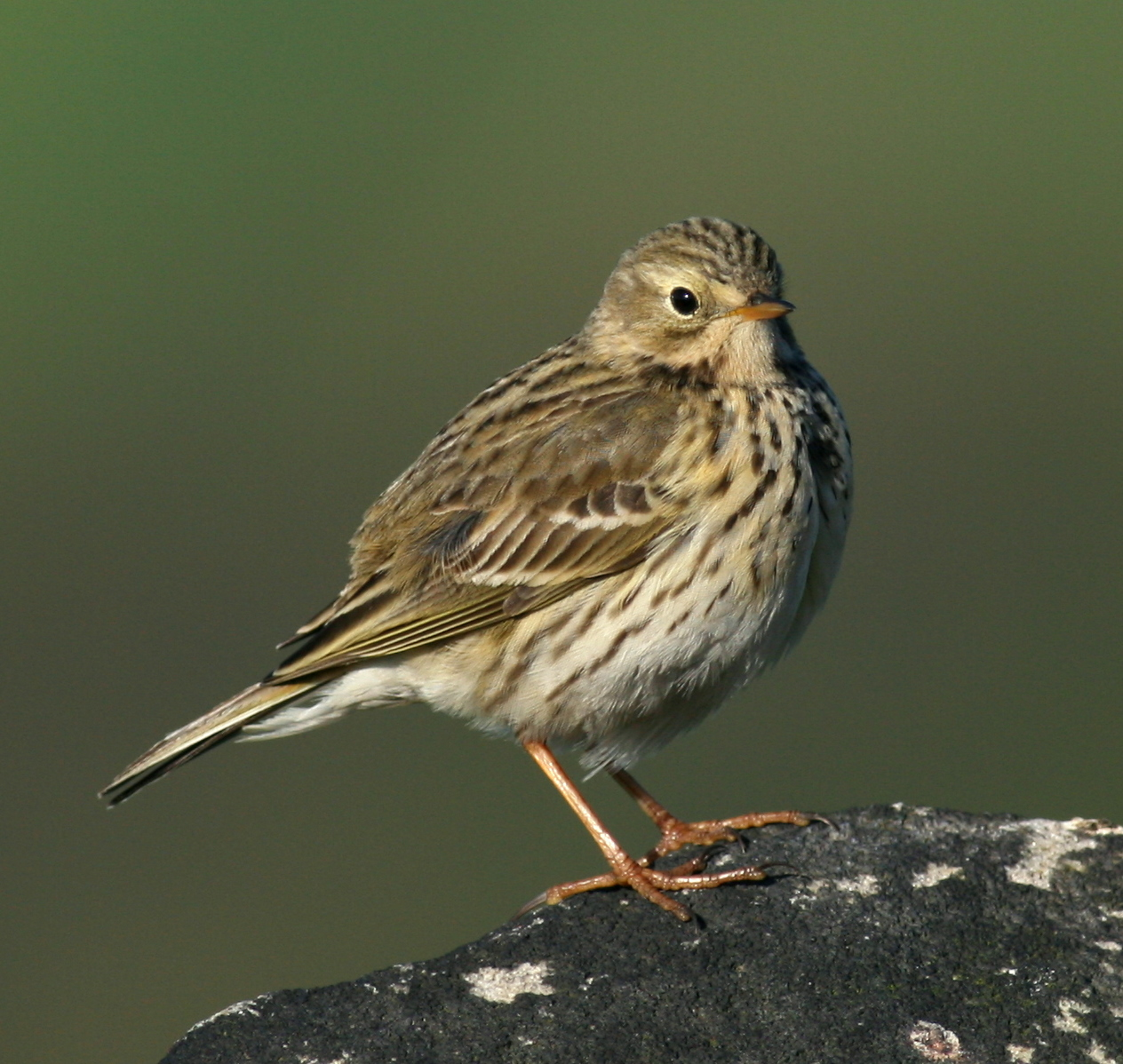
Anthus pratensis Pipit farlouse
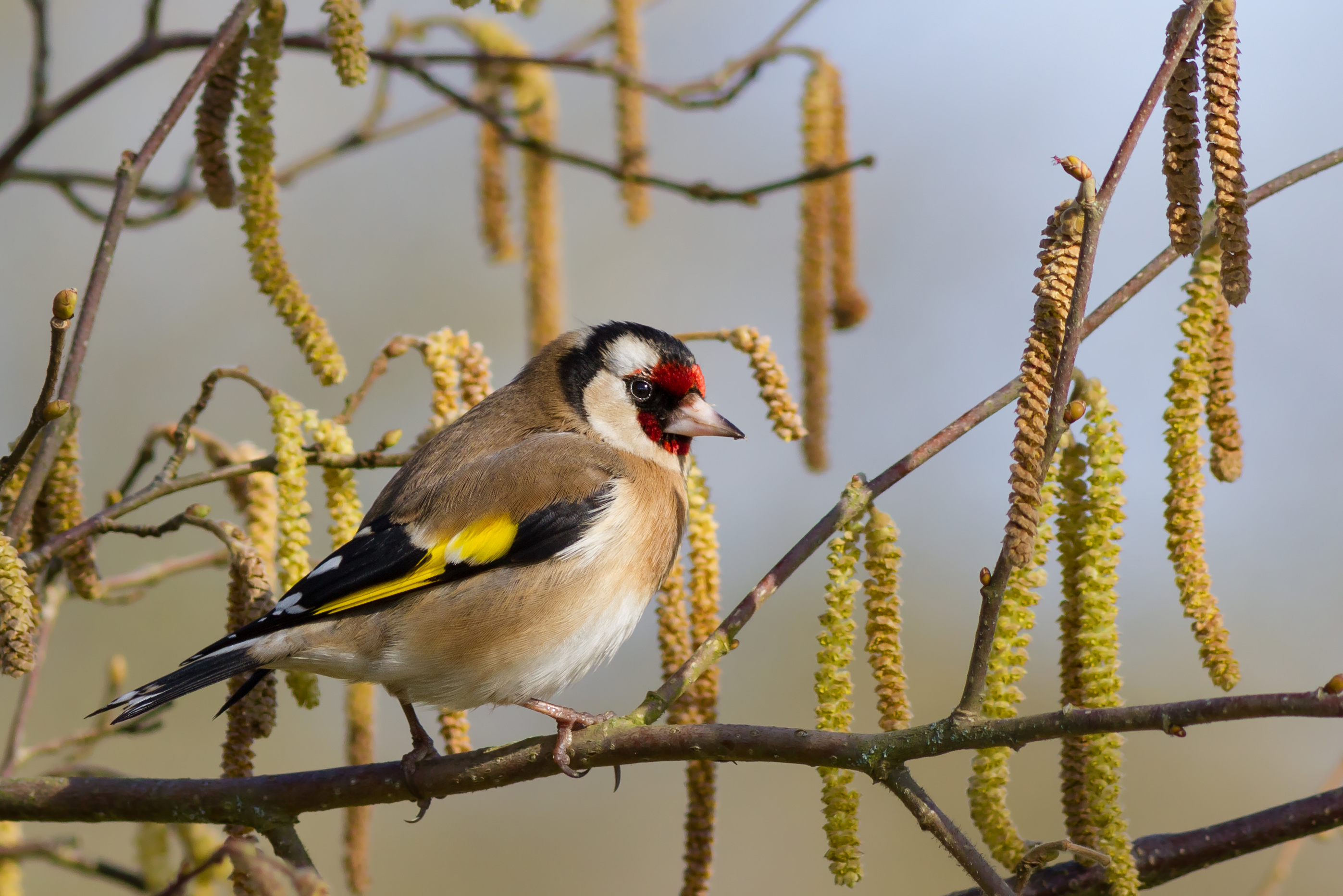
Carduelis carduelis Chardonneret élégant
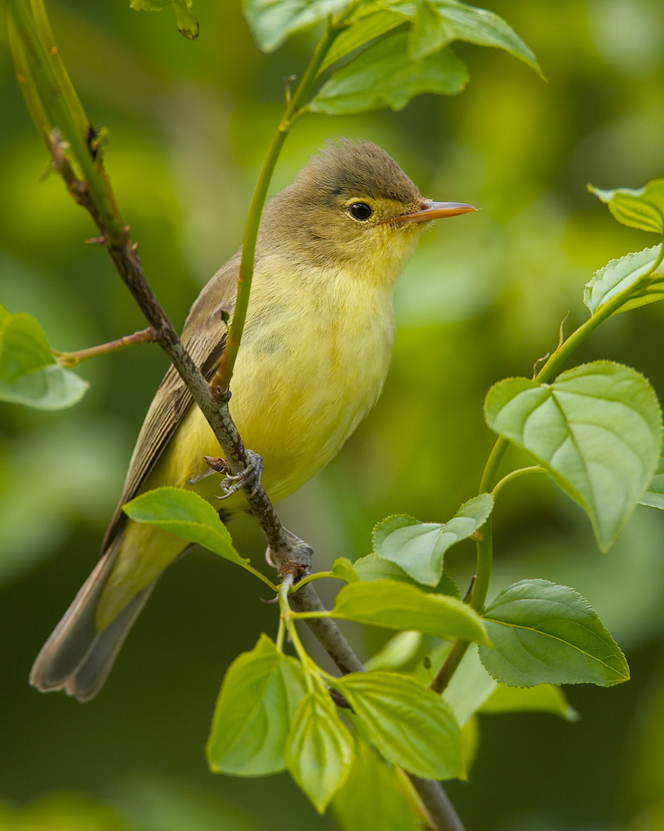
Hippolais icterina Hypolaïs ictérine

## Urbanisme

### Typologie
Au 1er janvier 2024, Hem est catégorisée grand centre urbain, selon la nouvelle grille communale de densité à sept niveaux définie par l'Insee en 2022.
Elle appartient à l'unité urbaine de Lille (partie française), une agglomération internationale regroupant 60  communes, dont elle est une commune de la banlieue,,. Par ailleurs la commune fait partie de l'aire d'attraction de Lille (partie française), dont elle est une commune du pôle principal,. Cette aire, qui regroupe 201 communes, est catégorisée dans les aires de 700 000 habitants ou plus (hors Paris),.

### Occupation des sols
L'occupation des sols de la commune, telle qu'elle ressort de la base de données européenne d'occupation biophysique des sols Corine Land Cover (CLC), est marquée par l'importance des territoires artificialisés (60,1 % en 2018), en augmentation par rapport à 1990 (49,6 %). La répartition détaillée en 2018 est la suivante : 
zones urbanisées (48,7 %), terres arables (25,2 %), zones industrielles ou commerciales et réseaux de communication (11,4 %), prairies (7,5 %), zones agricoles hétérogènes (7,3 %). L'évolution de l'occupation des sols de la commune et de ses infrastructures peut être observée sur les différentes représentations cartographiques du territoire : la carte de Cassini (XVIIIe siècle), la carte d'état-major (1820-1866) et les cartes ou photos aériennes de l'IGN pour la période actuelle (1950 à aujourd'hui).

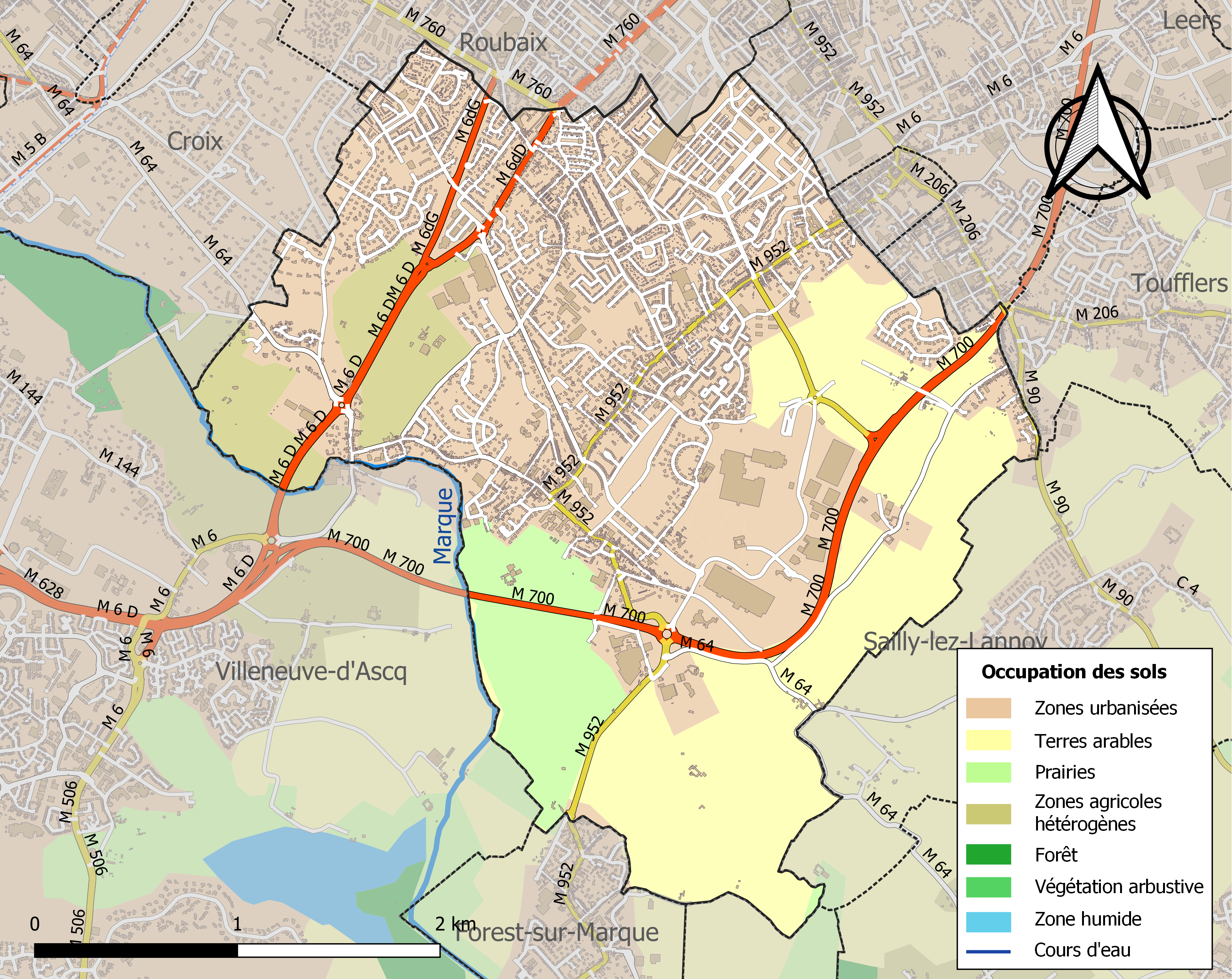
Carte des infrastructures et de l'occupation des sols de la commune en 2018 (CLC).

### Quartiers
La ville de Hem n'a pas de quartiers officiels. Cependant, l'INSEE, via les îlots regroupés pour l'information statistique, divise la commune en 10 quartiers qui correspondent peu ou prou aux différentes dénominations qu'on peut lire sur les cartes de la ville.
- Beaumont
- Hauts Champs
- La Vallée - Petit Lannoy
- Le Trie
- Lionderie
- Longchamp
- Trois Baudets
- Trois Fermes
- Civron
- Tribonnerie

### Voies de communication et transports
Réseau routier
Avec environ 30 000 véhicules par jour, le principal axe routier est la route départementale 700, parfois appelée « antenne sud » ou « antenne sud de Roubaix », qui relie Estaimpuis (Belgique) à Villeneuve-d'Ascq. Voie de communication entre les villes du nord et de l'est de Hem (Leers, Lys-lez-Lannoy, Lannoy, Toufflers ainsi que Forest-sur-Marque via la D952) et le réseau autoroutier de la métropole lilloise via la RD6d, la D700 est très congestionnée. Un projet d'élargissement et d'aménagement des ronds-points est souhaité de longue date, les concertations avaient commencé en 2014 pour un démarrage des travaux en 2017 mais avec le passage de compétences au niveau de la Métropole européenne de Lille, il est reporté.
Transports en commun
La commune est desservie, en 2023, par la Liane 8, les lignes 34, 36, 60E, C12, 910, 911, 945, 967, 968 et par la ligne de transport à la demande 20R du réseau Ilévia.
Transport aérien
L'aéroport de Lille-Lesquin est situé à moins de 20 km de Hem.

## Toponymie
Le nom de la commune est Ham en flamand.
Deux étymologies différentes sont proposées sur l'origine du mot Ham
- Selon Maurits Gysseling, le nom Ham viendrait de l'allemand Hamma, langue de terre se projetant en terrain d'inondation, probablement les marais de la Marque. Ce nom, Ham, serait attesté dès le début du XIIe siècle[28].
- Le mot Ham, signifie "la demeure" et comporte l'idée de quelques maisons, de foyers, regroupés en hameau.

Le nom Ham a pris la forme Hem au cours du XIVe siècle. Ainsi on le retrouve sous cette nouvelle forme dans la carte Exactissima Flandriae descriptio de 1558.
La prononciation du h de Hem n'est pas certaine. Si on peut le retrouver en h muet, comme pour le château d'Hem ou l'ancien titre de marquis d'Hem ainsi que dans le nom d'un certain nombre d'associations actuelles, il semble que le conseil municipal privilégie le h aspiré, comme sur son site officiel.

## Histoire
Occupée depuis l'âge du Fer, Hem n'est référencée qu'au XIe siècle. Ses seigneurs et l'église paroissiale sont cités à partir du 
XIIe siècle.
En 1390, Guilbert de Lannoy, de la Maison de Lannoy, chevalier, est seigneur de Beaumont sur Hem, de Santes, l'Attre, et L'Espresse en Croix. Son fils légitimé Jean de Lannoy, seigneur de la Frumanderie à Croix ou à Roubaix, est à l'origine d'une branche cadette de la Maison de Lannoy,.
À partir de 1672, l'industrie textile domine la vie économique du village.
Vers 1700, Jacques Imbert, écuyer, est seigneur d'Hem. Il a épousé Marie-Joseph Taviel.
Peu de temps avant la Révolution française, en 1748, Hem est une possession de prestige (marquisat) détenue par un grand seigneur : Jean- Guillaume-Anne-François-Marie comte de Gand, marquis d'Hem, baron de Sailly, né en 1709, baptisé à Bruxelles, page de la gouvernante des Pays-Bas Marie Élisabeth d'Autriche, capitaine au régiment de Prié. Il épouse en secondes noces par contrat du 30 avril 1748 Louise-Angélique Desfossez, fille de Louis-Wallerand, chevalier, seigneur de Pottes, capitaine d'infanterie. Leur fille Marie-Louise-Angélique se marie par contrat à Hem le 4 août 1764 avec Henri-Louis-Marie Jacops (1741-1795), marquis d'Aigremont (sur Ennevelin).
Hem, territoire de 965 hectares, compte moins de 5 000 habitants au début du XXe siècle. D'abord essentiellement agricole avec ses belles plaines des Hauts-Champs, Longchamp, Beaumont et du Civron, la commune est à l'apogée de sa prospérité industrielle en 1900 tout en conservant 41 cultivateurs [réf. nécessaire].
À cette époque, les usines étaient florissantes :
7 teintureries, 2 fabriques de tapis, 5 brasseries, 1 distillerie, 1 fabrique d'arcs, 1 fabrique de tuiles, 1 fabrique de sabots et une autre de bouteilles, 1 meunerie, 1 briquèterie et 2 tonnelleries composaient alors son patrimoine industriel. Autour de ces 23 établissements on avait construit, en bandes, en cours ou en impasses, les maisons dites « maisons d'ouvriers » qui composent une partie du patrimoine architectural [réf. nécessaire].
C'est après la Seconde Guerre mondiale que la ville va commencer son processus de croissance démographique. En effet, en vingt ans, Hem va voir sa population quadrupler. Noyau de base de la commune, le centre ancien va alors bien vite se retrouver en marge du territoire, les logements de la ville nouvelle vont se concentrer sur le secteur nord et regrouper près de 50 % de la population.
Ces logements représentent 72 % des habitations de la commune mais n'occupent que 15 % de la superficie du territoire [réf. nécessaire].
Malheureusement, les emplois fournis par les entreprises et commerces divers de la ville n'ont pas suivi sa croissance rapide. En 1975, seulement 2 200 emplois sont offerts sur le territoire de la commune à une population active forte de 7 890 salariés (dont près de la moitié sont ouvriers).
À partir du milieu des années 1970, avec la désindustrialisation, la population de la commune enregistre une décrue légère mais régulière [réf. nécessaire].

## Politique et administration

### Situation administrative
En France, la commune de Hem fait partie du département du Nord en région Hauts-de-France.
Au sein de l'arrondissement de Lille, la commune appartient à la Métropole européenne de Lille, et y est représentée par deux élus, Françoise Plouvier et Francis Vercamer, au sein du groupe « Métropole Passions Communes » (centre-droit). De ce fait elle fait partie de l'Eurométropole Lille-Kortrijk-Tournai, comme l'ensemble des communes de la MEL.
Auparavant dans le canton de Lannoy, Hem appartient au canton de Croix depuis le redécoupage cantonal de 2014 pour les élections départementales. Le canton est représenté au conseil départemental du Nord par Régis Cauche et Barbara Coevoet, au sein du groupe « Union pour le Nord » (centre-droit et droite).
Hem fait partie de la 7e circonscription du Nord pour les élections législatives. La circonscription est représentée à l'Assemblée Nationale par Francis Vercamer au sein du groupe Les Constructifs (centre-droit).
La commune fait partie de la circonscription Nord-Ouest pour les élections européennes. Cette circonscription est représentée par dix députés européens.

### Administration
Le conseil municipal est composé de 33 élus. Pour le mandat 2014-2020, le maire est Francis Vercamer, qui démissionne après sa réélection comme député, puis Pascal Nys à partir du 8 juillet 2017. Le conseil comprend neuf adjoints, six conseillers délégués et dix-sept autres conseillers, dont deux d'opposition.
| Liste des adjoints au maire de Hem          | |                                                                                 |
| Élu                                         | Élu | Fonction                                                                        |
|                                             | Jean-François Leclercq                                                                                  | Adjoint à la Vie Culturelle et Associative, au Patrimoine et à la Communication |
| Philippe Sibille                            | Adjoint à la Solidarité entre les Générations, à l'Habitat et au Logement                               |                                                                                 |
| Pascal Nys (jusqu'au 8 juillet 2017)        | Adjoint aux Ressources Humaines, à l'Administration Générale et aux Affaires juridiques                 |                                                                                 |
| Joëlle Cottenye                             | Adjointe à la Vie Éducative et au Patrimoine scolaire. Vice-Présidente du Conseil départemental du Nord |                                                                                 |
| Ghislaine Buyck                             | Adjointe aux Relations avec la Population et à l'Animation                                              |                                                                                 |
| Laurent Pastour                             | Adjoint aux Travaux, aux Infrastructures et à l'Aménagement                                             |                                                                                 |
| Safia Oulmi                                 | Adjointe à la Qualité de la Ville et à la Proximité                                                     |                                                                                 |
| Said Laouadi                                | Adjoint à la Vie Économique, à l'Emploi et à l'Insertion                                                |                                                                                 |
| Annie Lefebvre                              | Adjointe aux Espaces Naturels et au Développement Durable                                               |                                                                                 |
| Etienne Delepaut (depuis le 8 juillet 2017) | Adjoint aux Sports et aux Équipements sportifs                                                          |                                                                                 |

Par ailleurs, le conseil municipal a mis en place d'autres conseils pour approfondir les sujets qu'il traite, ou en proposer de nouveaux :
- le conseil des seniors, composé de 21 membres, dont 3 sont nommés par le maire et le reste est tiré au sort,
- le conseil de la jeunesse, composé de 18 membres de la 4e à la 2de élus par leurs pairs,
- le conseil citoyen, composé de 16 membres, issus d'associations ou tirés au sort parmi les volontaires des habitants des quartiers prioritaires, tels que définis par la loi de programmation pour la ville et la cohésion urbaine.

### Tendances politiques et résultats
Le centre-droit a fait de bons scores à chacune des dernières élections.

### Instances judiciaires et administratives
La commune relève du tribunal d'instance de Lille, du tribunal de grande instance de Lille, de la cour d'appel de Douai, du tribunal pour enfants de Lille, du tribunal de commerce de Tourcoing, du Conseil des Prud'hommes de Lannoy, du tribunal administratif de Lille et de la cour administrative d'appel de Douai.

### Jumelages
- Mossley (en) (Angleterre) depuis 1972
- Wiehl (Allemagne) depuis 1994
- Aljustrel (Portugal) depuis 2000

## Population et société

### Démographie

#### Évolution démographique
L'évolution du nombre d'habitants est connue à travers les recensements de la population effectués dans la commune depuis 1793. Pour les communes de plus de 10 000 habitants les recensements ont lieu chaque année à la suite d'une enquête par sondage auprès d'un échantillon d'adresses représentant 8 % de leurs logements, contrairement aux autres communes qui ont un recensement réel tous les cinq ans,.

En 2022, la commune comptait 18 579 habitants, en évolution de −1,77 % par rapport à 2016 (Nord : +0,51 %, France hors Mayotte : +2,11 %).
| 1793  | 1800  | 1806  | 1821  | 1831  | 1836  | 1841  | 1846  | 1851  |
| ----- | ----- | ----- | ----- | ----- | ----- | ----- | ----- | ----- |
| 1 590 | 1 539 | 1 614 | 1 732 | 1 986 | 2 070 | 2 107 | 2 209 | 2 289 |

| 1856  | 1861  | 1866  | 1872  | 1876  | 1881  | 1886  | 1891  | 1896  |
| ----- | ----- | ----- | ----- | ----- | ----- | ----- | ----- | ----- |
| 2 390 | 2 516 | 2 688 | 2 814 | 3 061 | 3 320 | 3 712 | 4 185 | 4 312 |

| 1901  | 1906  | 1911  | 1921  | 1926  | 1931  | 1936  | 1946  | 1954  |
| ----- | ----- | ----- | ----- | ----- | ----- | ----- | ----- | ----- |
| 4 700 | 4 821 | 4 876 | 4 822 | 5 244 | 5 895 | 6 733 | 6 105 | 9 059 |

| 1962   | 1968   | 1975   | 1982   | 1990   | 1999   | 2006   | 2011   | 2016   |
| ------ | ------ | ------ | ------ | ------ | ------ | ------ | ------ | ------ |
| 13 687 | 16 742 | 23 183 | 21 933 | 20 200 | 19 675 | 18 248 | 17 988 | 18 914 |

| 2021   | 2022   | - | - | - | - | - | - | - |
| ------ | ------ | - | - | - | - | - | - | - |
| 18 713 | 18 579 | - | - | - | - | - | - | - |

#### Pyramide des âges
| Hommes | Classe d’âge | Femmes |
| ------ | ------------ | ------ |
| 0,2    | 90 ans ou +  | 0,6    |
| 4,7    | 75 à 89 ans  | 8,3    |
| 11,0   | 60 à 74 ans  | 12,8   |
| 19,4   | 45 à 59 ans  | 19,8   |
| 20,2   | 30 à 44 ans  | 20,1   |
| 20,7   | 15 à 29 ans  | 17,1   |
| 23,9   | 0 à 14 ans   | 21,2   |

| Hommes | Classe d’âge | Femmes |
| ------ | ------------ | ------ |
| 0,2    | 90 ans ou +  | 0,7    |
| 4,6    | 75 à 89 ans  | 8,2    |
| 10,4   | 60 à 74 ans  | 11,9   |
| 19,8   | 45 à 59 ans  | 19,5   |
| 21,0   | 30 à 44 ans  | 19,9   |
| 22,5   | 15 à 29 ans  | 20,9   |
| 21,5   | 0 à 14 ans   | 18,9   |

### Labels de qualité de vie
Ces labels cités ci-dessous ne sont pas des labels officiels mais des « pseudo-labels ».
En 2010, la commune de Hem a été récompensée par le label « Ville Internet @@ ». Elle ne figure plus sur le palmarès depuis, peut-être ne l'a-t-elle plus demandé.
La commune de Hem est récompensée par « 3 fleurs » au concours des villes et villages fleuris.

### Enseignement
Hem dépend de l'académie de Lille.
Les écoles maternelles et élémentaires sont dans la circonscription du premier degré de Roubaix-Hem.
Hem compte onze écoles primaires, ainsi que deux collèges mais aucun Lycée.
| Nom de l'établissement     | Public / Privé | Maternelle | Élémentaire | Collège |
| -------------------------- | -------------- | ---------- | ----------- | ------- |
| Sainte Geneviève           | Privé          | Oui        |             |         |
| Marie Curie                | Public         | Oui        | Oui         |         |
| Saint Exupéry              | Public         | Oui        | Oui         |         |
| Jean de la Fontaine        | Public         | Oui        |             |         |
| Marcel Pagnol              | Public         | Oui        | Oui         |         |
| Victor Hugo                | Public         | Oui        | Oui         |         |
| de Lattre de Tassigny      | Public         | Oui        | Oui         |         |
| Notre Dame de Lourdes      | Privé          | Oui        | Oui         |         |
| Saint Charles-Sainte Marie | Privé          |            | Oui         |         |
| Sainte Thérèse             | Privé          | Oui        | Oui         |         |
| Jules Ferry                | Public         |            | Oui         |         |
| Raymond Devos              | Public         |            |             | Oui     |
| Saint Paul                 | Privé          |            |             | Oui     |

1. ↑  Le collège Raymond Devos est issu de la fusion en 2011 des collèges Elsa Triolet et Albert Camus. Consulté le 24 avril 2017

### Santé
Hem compte deux maisons de retraites:
- Les Aulnes, rue Jules Guesde
- La Résidence de la Marque, rue du Dr Coubronne

### Culte
Hem compte 3 églises catholiques, une église protestante évangélique et une mosquée.

#### Catholique
Les églises de Hem dépendent de l'archidiocèse de Lille, et sont réparties sur deux paroisses du doyenné de Roubaix :
- Paroisse La Bonne Nouvelle à Hem-Forest :
  - Église Saint-Corneille, place de la République, église historique de Hem et dont l'origine est datée du Xe siècle
  - Église Saint-Joseph, rue des Écoles, derrière le campanile inauguré en 2001 sis en lieu et place de l'ancienne église du même nom, construite en 1908 et démolie en 1999[65]
  - Chapelle Sainte-Thérèse-de-l'Enfant-Jésus et de la Sainte-Face
- Paroisse de la Trinité :
  - Église Saint-Paul, place de Verdun, construite en 1953

L'église Saint-André, avenue Schweitzer, construite en 1968, est fermée en 2011. Désacralisée en 2016, elle est devenue une épicerie solidaire.

#### Protestant
- Église protestante de Hem, 482 rue Jules Guesde.

#### Musulman
- Mosquée al-Fateh, avenue Laennec, construite en 1984

## Culture locale et patrimoine

### Lieux et monuments

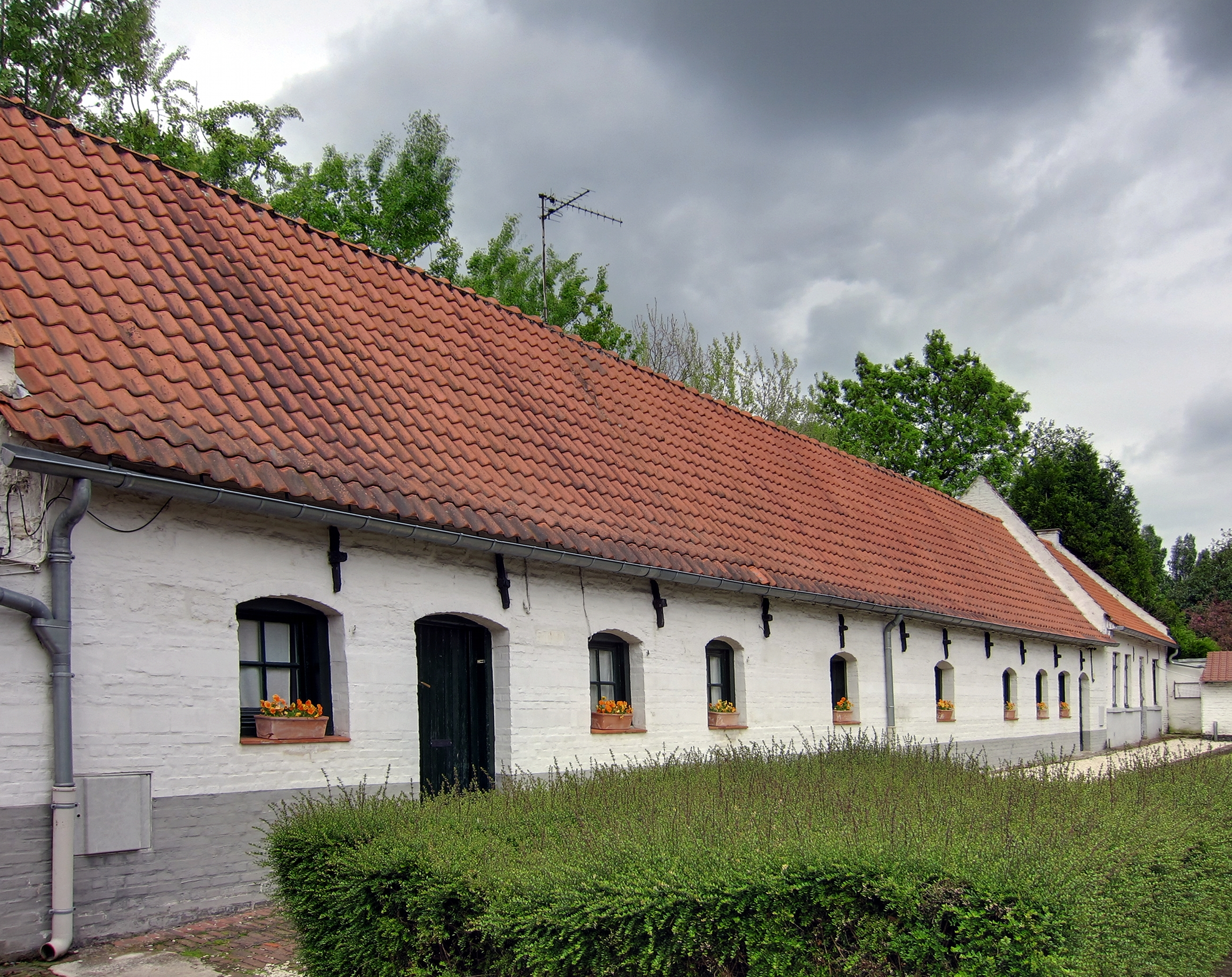
Les maisons d'Hempempont.

- La chapelle Sainte-Thérèse-de-l'Enfant-Jésus et de la Sainte-Face, consacrée en 1958 par le cardinal Achille Liénart, évêque de Lille, fut dessinée par l'architecte suisse Hermann Baur. Elle a été inscrite à l'inventaire des monuments historiques en 1995[67]. Elle s'intègre dans une ancienne cour de ferme flamande qui forme un béguinage. Sa forme rappelle une grange. Elle contient de nombreuses œuvres d'art moderne, dont deux murs de vitraux réalisés par Alfred Manessier, des éléments sculptés d'Eugène Dodeigne et une tapisserie d'après Georges Rouault.
- Les maisons d'Hempempont, 14 rue de Croix, rangée de quatre maisons basses et dépendance inscrites à l'inventaire des monuments historiques en 1995[68].
- Le château a brûlé en 1918.

Lieux religieux
• Église Saint- Corneille , Place de la République .
• Église Catholique Saint- Paul d'Hem , 1 place de Verdun .
• Grande Mosquée Fateh ,  232 avenue Laennec .

### Patrimoine culturel
La ville est active sur le plan culturel et dispose d'une bibliothèque, d'écoles de musique, d'un théâtre "l'Aventure", d'une salle de spectacle le Zéphyr. Des événements ponctuels sont organisés, comme le printemps musical où se produisent des formations locales (Decibel, Coyote & Co, Instant Karma, Cedre Acajou, Raiman, etc.).

### Personnalités liées à la commune
- Jacky Rose, footballeur.
- Saïda Jawad, actrice et auteur.
- Daouda Sow, boxeur, médaillé d'argent aux Jeux Olympiques de Pékin en 2008.
- Alain Bondue, ancien coureur cycliste, champion du Monde de poursuite en 1981 et en 1982.
- Michael Fortunati, chanteur pop des années 1980, connu pour son tube Give Me Up.
- Gradur, rappeur français.
- JNR, rappeur français.

### Héraldique
|  | Les armes de Hem se blasonnent ainsi :"D'argent au chef de gueules." |

## Pour approfondir